# معركة غروزني (أغسطس 1996)
معركة أغسطس 1996 في غروزني هي هجوم سريع قام به المقاتلون الشيشان على العاصمة الشيشانية غروزني، أدى إلى وقف إطلاق النار الأخير خلال الحرب الشيشانية الأولى.
كان الروس قد احتلوا العاصمة منذ فبراير 1995، وتركوا بها حامية من 10,000 جندي روسي. إلا أن المقاتلون الشيشان تمكنوا من هزيمة أو تقسيم القوات الروسية في المدينة إلى جيوب صغيرة، وعلى مدى الأيام الخمسة التالية، تغلبوا على العديد من تلك البؤر ودمروا تلك الوحدات وطردوها إلى خارج المدينة. وقد أنهت تلك المعركة - التي دارت من 6-20 أغسطس 1996 - الحرب الشيشانية الأولى فعليًا.